# Igrejas Evangélicas Reformadas Batistas na Itália
As Igrejas Evangélicas Reformadas Batistas na Itália (em italiano Chiese Evangeliche Riformate Battiste in Italia) - IERBI - formam uma denominação batista reformada na Itália, fundada m 2006.

## História
A Fé Batista está presente na Itália desde 1863, com a chegada dos missionários Clark e Wall, enviados pela Sociedade Missionária Batista Britânica. 
Diversas igrejas batistas foram fundadas desde então por toda a Itália. 
Em 1956, foi fundada a União Batista da Itália. 
No final da década de 1980 e início da década de 1990, o Instituto de Treinamento e Documentação de Pádua começou a divulgar materiais calvinistas, tais como a Confissão de Fé (1689). 
O teólogo Pietro Bolognesi desempenhou um papel importante neste período, divulgando a doutrina batista reformada. 
Consequentemente, várias igrejas batistas e igrejas anteriormente vinculadas ao Movimento dos Irmãos de Plymouth começaram a se identificar com a Teologia Reformada. 
Em 2002 foi formada a Associação de Igrejas Evangélicas Reformadas na Itália (AIERI). Todavia, a associação não durou muito tempo. 

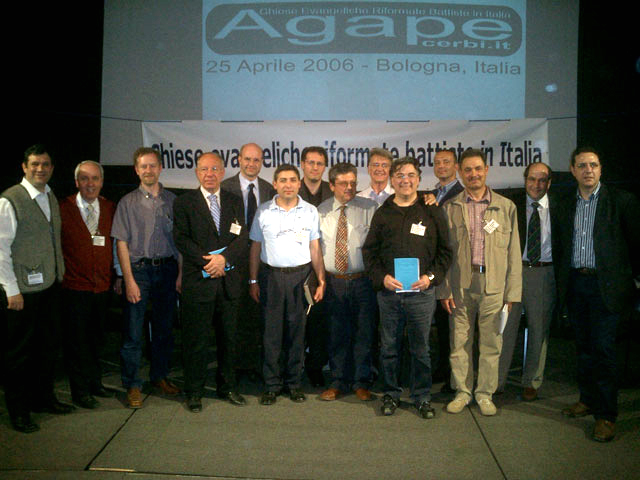
Reunião de fundação das Igrejas Evangélicas Reformadas Batistas na Itália, em Bolonha, 2006.

Em abril de 2006, um grupo de 6 igrejas se reuniu em Bolonha e formou as Igrejas Evangélicas Reformadas Batistas na Itália (IERBI). À época, as 6 igrejas somavam 250 membros.
Nos anos seguintes, o grupo cresceu a partir da adesão de outras igrejas e pela plantação de novas igrejas. 
O pastor e missionário Paul Washer participou da plantação de uma das novas igrejas da denominação em 2019.
Em 2020, a denominação tinha cerca de 500 membros.

## Doutrina
A denominação subscreve a Confissão de Fé (1689).
A denominação é conhecida por promover uma conferência anual denominada "Ágape", realizada em abril, todos os anos. Neste evento realiza encontro, reúne todos os seus membros, bem como promove atividades evangelísticas.

## Relações inter-eclesiásticas
A denominação é membro da Fraternidade Reformada Mundial e da Aliança Evangélica Italiana